# Regno di Amurru

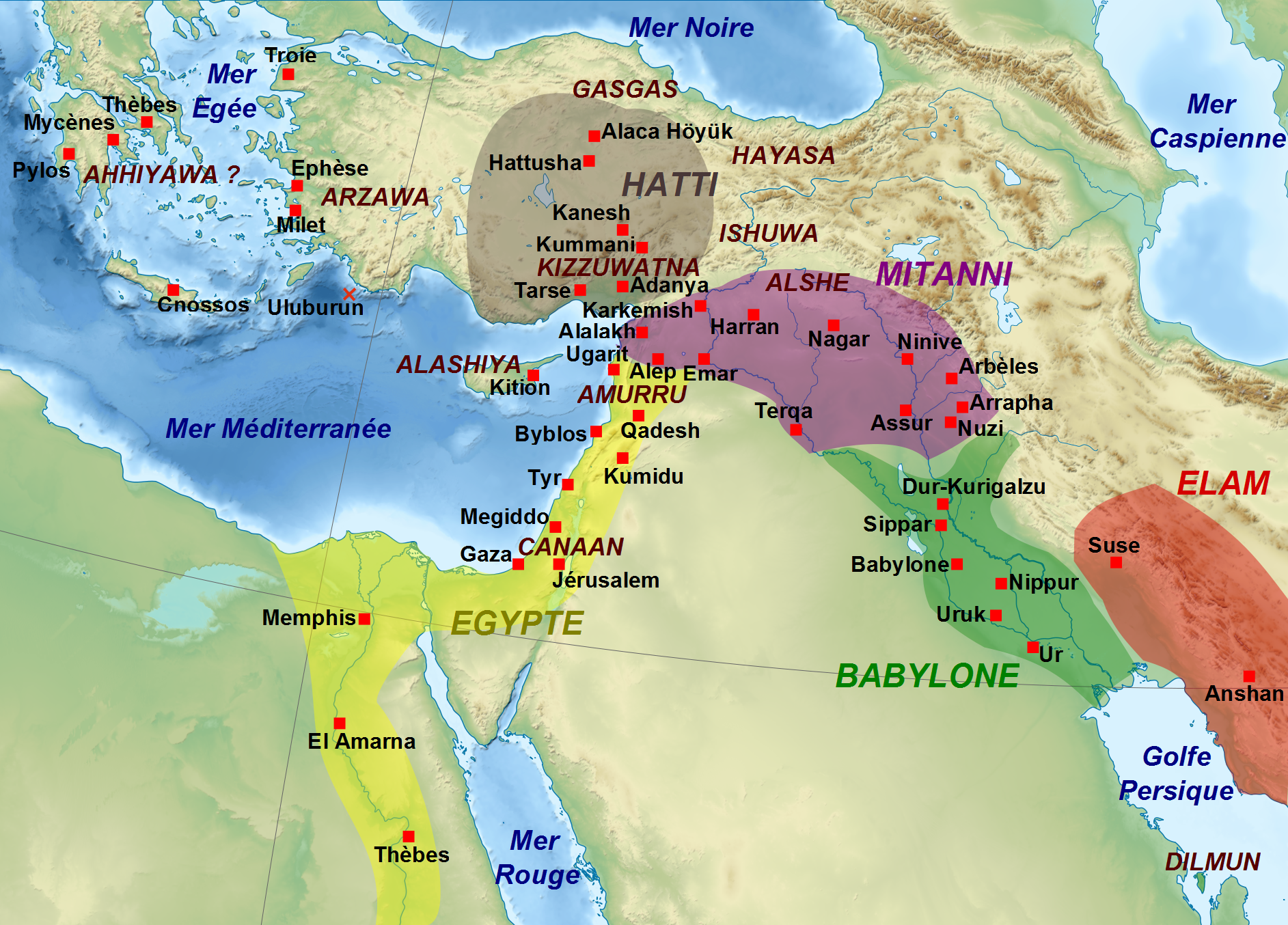
Medio Oriente antico

Il regno di Amurru è stato uno dei regni nati tra l'Età amarniana e la fine della tarda Età del bronzo. La sua nascita, derivata dall'unione in uno stato di popolazioni semitiche occidentali (gli Amorrei), si lega al nome di un importante sovrano: Abdi-Ashirta. Costui, salito al potere nella prima metà del XIV secolo a.C., si sottrasse al giogo dell'Egitto, ponendosi in conflitto con i vicereami fenici, in particolare Biblo, che collaboravano col faraone. 
Fatto assassinare da Amenhotep III, lasciò il paese nelle mani del non meno bellicoso figlio Aziru, che continuò la politica anti-egiziana. Al tempo del re hurrita Tushratta, il paese passò spontaneamente nell'orbita di Mitanni, ma quando sul trono di Amurru salì il re Shausgamuwa, nome chiaramente ittita, il paese entrò nell'orbita del regno di Hatti.
Insieme a Ugarit e altri, Amurru figura come uno dei vicereami costieri di influenza ittita che cadranno infine sotto gli attacchi dei Popoli del Mare, intorno al 1200 a.C.

## Fonti e bibliografia
- Lettere di Amarna (in pc. EA85, eci171).
- Trattato di Shausgamuwa (CTH 105).
- M. Liverani, Antico Oriente, 2002; M. Liverani, RSO, 40: 267-277.